# Maria Peura
Maria Kristiina Peura (* 2. června 1970 Pello) je finská spisovatelka a dramaturgyně. Její manžel je spisovatel a kritik Tero Liukkonen. Má dvě děti – syna Ismaela a dceru Elenu. Nyní žije v Porvoo.

## Biografie
Její rodná vesnice leží v Laponsku, na finsko-švédské hranici, do této vesnice zasadila i svůj román Na okraji světla.
Peura v románech popisuje Laponsko jako zaostalý, bezútěšný kraj, kde půl roku vládne temnota a kde mnoho lidí končí život předčasně a dobrovolně. Podobně syrově viděli Laponsko i další spisovatelé, jejichž díla vyšla česky – Timo K. Mukka a Rosa Liksom.
Doposud vydala tři romány. Kromě románů vydala i sbírku humorných veršů pro děti: Mimmi moun ilotaika (2004, Veselé čáry Mimmi Máry). Její první dílo vyšlo ve Finsku pod názvem On rakkautes ääretön (2001, česky: Nekonečná je láska tvá). V tomto díle se s velkou otevřeností zabývá problematikou incestu a pedofilie. Román se dokonce dostal do nejužší nominace na prestižní cenu Finlandia. V roce 2005 vydala román Vallon reunalla, který byl v roce 2009 přeložen i do češtiny (vyšel pod názvem Na okraji světla). V roce 2008 vyšel její třetí román Vedenaliset (volně přeloženo Pod vodou), v němž dále rozvíjí svou vlastní odnož severského magického realismu. Jedná se o mytický příběh o rybářské dívce z dalekého, odloučeného ostrova, která po příchodu do města zažívá v moderním světě pocity odcizení a duchovní soukmenovce nachází až v imigrantské komunitě.

## RománNa okraji světla
Román popisuje dospívání třináctileté Kristiny a jejích kamarádů ve vesnici na dalekém Severu, na finsko-švédských hranicích. Odvíjí se v krátkých kapitolách, rytmizovaná poetická próza se pohybuje na hranici snu a skutečnosti. Kontrast mezi snem a drsnou skutečností umocňuje syrový účinek románu. Celý román se točí kolem ústředního tématu, jímž je únik z drsné reality. Každý o úniku sní, ale jen málokomu se únik opravdu vydaří.
Kristina a její kamarádi – Kari a Pirta – se narodili v kraji, kde končí železniční trať, půda je věčně zmrzlá a lidé ve vesnici jsou většinou nevlídní nebo podivínští, proto všichni tři (přestože ještě chodí do školy) hledají únik v alkoholu, sexu, divokých projížďkách na mopedu, ve hře na omdlévanou… Jejich nejoblíbenější hrou je však lehkovážné zahrávání si se smrtí (například: uskakují na poslední chvíli před projíždějícím vlakem).
Smrt je ostatně všude kolem nich, každoročně si vybere svou daň, ať už se jedná o sebevraždu nebo nehodu. Kristinina teta Mansi spáchá sebevraždu skokem z rychlíku jedoucího na jih. Kariho bratranec rovněž spáchal sebevraždu ve vlaku jedoucím na jih. Jeden chlapec se po pádu do řeky zamotá do oblečení, stáhne ho vodní vír a chlapec se utopí…
Oporou Kristině nemohou být ani její rodiče. Otec je sice starosta, ale pije a má milostný poměr téměř se všemi ženami z vesnice, občas za některou z nich odejde i na několik dní, ale Kristinina matka ho vždy uvítá zpět, jen aby uchovala zdání spořádané rodiny. Matka trpí migrénou a utápí smutek a žárlivost v antidepresivech, nakonec se úplně pomátne.
Kristina nezvládne nespokojenost s proměnami vlastního těla a necitlivé poznámky ze strany velmi kritické matky ji dovedou až k urputnému boji s nadbytečnými kilogramy, kvůli anorexii se dostane až na pokraj smrti, ale nezemře.
Tento román však "není jen výčtem katastrof a tragédií. Světlo do ní vnáší opravdovost Kristininých prožitků, i když ji autorka nevyslovuje a hrdinka si ji ne vždy uvědomuje: Kristinina láska ke Karimu, střídání pocitů štěstí a beznaděje, její soucit s matkou, ale zároveň pochopení pro veselého otce, urputná snaha z toho temného světa uniknout – do vymyšleného světa příběhů nebo doopravdy." (Hejkalová, 2010)
V úplném závěru románu Kristina opustí rodinu a skočí do vlaku jedoucího na jih, ne pod něj (zatím).
Pozn.: Za povšimnutí stojí, že autorka (stejně jako hlavní hrdinové) žila v laponské vesnici blízko hranic se Švédskem a že hlavní hrdinka se jmenuje Kristina (druhé jméno autorky je Kristiina). Je pravděpodobné, že autorka do tohoto románu promítla i své zkušenosti z kraje, ve kterém se román odehrává, i své vlastní zkušenosti z dospívání, román tedy může být i částečně autobiografický.

## Tvorba
- On rakkautes ääretön (2001, Nekonečná je láska tvá)
- Mimmi moun ilotaika (2004, Veselé čáry Mimmy Máry)
- Vallon reunalla (2005, Na okraji světla, česky vyšlo 2009)
- Vedenaliset (2008, volně přeloženo Pod vodou)

## Ocenění
- Cena Olvi (2001) za román On rakkautes ääretön
- Nuori Aleksis (2002)